# HMAS Adelaide (L01)
El HMAS Adelaide (L01) es un buque de asalto anfibio tipo LHD de la Clase Canberra de la Armada Australiana parcialmente construido en España por los astilleros de Navantia en Ferrol, y finalizado por los astilleros de BAE Systems Australia en Williamstown.

## Venta de los buques
Fue un logro muy importante, que se acrecienta por el hecho de que su competidor fuera un buque en servicio desde el año anterior, mientras que el buque español en el cual se basan, el  Juan Carlos I (L-61) era tan sólo un proyecto, pero su neta superioridad frente al modelo de la francesa Armaris (DCNS) -opinión generalizada- inclinó la balanza a su favor. El contrato asciende a 1411,6 millones de €, de los que 915 son para Navantia, que, además de encargarse del diseño y la mayor parte de la construcción de los barcos, suministrará también equipos de motores y el sistema integrado de control de la plataforma. El casco de estas naves se construirá en Navantia-Ferrol-Fene, con la excepción de las superestructuras. Posteriormente, serán conducidas a Australia, donde serán finalizadas por BAE Systems Australia (antes Tenix Defence), socio local de Navantia. Se calcula que alrededor del 80% del programa se ejecutará en España, lo cual supondrá para Navantia 9 347 700 horas de trabajo, de ellas 9 300 000 para el astillero de Ferrol-Fene, 24 000 para la Unidad de Motores de Cartagena y 23 700 para Sistemas FABA de San Fernando.

## Construcción

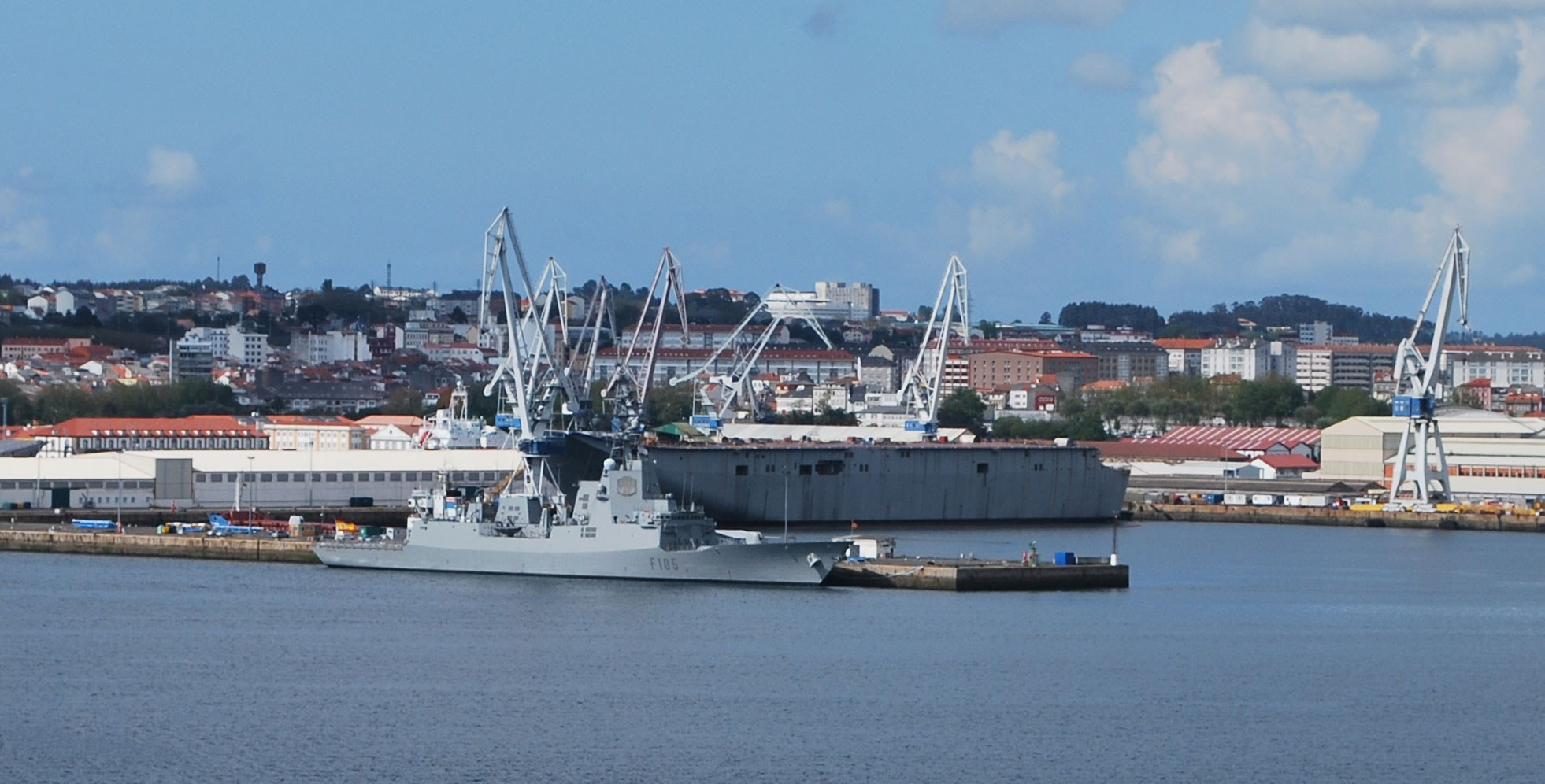
Adelaide en construcción tras la fragata en Ferrol

El Adelaide, fue puesto en grada el 18 de febrero de 2011 al día siguiente de la botadura de su gemelo, el HMAS Canberra, Fue botado el 4 de julio de 2012 a las 17:34, coincidiendo con la pleamar, amadrinado por Maureen Banks, en presencia del vicealmirante Ray Griggs, del almirante general Manuel Rebollo, del presidente de Navantia, José Manuel Revuelta Lapique, y del consejero delegado de BAE Systems
El 2 de diciembre, su casco completo al 80% fue remolcado desde Ferrol a Vigo donde debió aguardar la llegada del Blue Marlin, y donde astilleros freire realizó las estructuras de sujeción del buque a la plataforma semisumergible; El 10 de diciembre, se realizó en cuatro horas la maniobra de carga del LHD a bordo del semisumergible. y el 17 de diciembre inició el viaje desde Galicia con destino final en Australia, para arribar a Port philips en Melbourne el 8 de febrero de 2014, donde los astilleros BAE Systems Australia en Williamstown concluirán la superestructura.
Realizó sus pruebas de mar a finales de junio-primeros de julio de 2015 en una navegación desde Melbourne a Sídney, donde el buque entró en dique seco para limpiar y pintar el casco, y realizar nuevas pruebas de mar en agosto. El 22 de octubre de 2015 el buque fue entregado a las autoridades de Australia en Williamstown, y fue finalmente entregado a la Armada de Australia y entró en servicio el 4 de diciembre de 2015.

## Historia operacional

HMAS Adelaide (L01) en la Base de la Flota- En noviembre del 2015

A comienzos de 2016, el Adelaide realizó diversas pruebas tras ser dado de alta para lograr un estado de plena operatividad.
A finales de junio de 2016 participó en los ejercicios Sea Explorer frente a las costas de Queensland donde se ensayó la evacuación de personal no combatiente tras un desastre.

### Buques de la clase
• HMAS Canberra (L02)

### Buques similares
•  Juan Carlos I (L-61)
• TCG Anadolu (L-408)

### Listas relacionadas
• Buques de asalto anfibio por países
• Portaaviones por país

### Pies de páginas
1. 1 2  «Navantia bota el último megabuque en construcción». La voz de Galicia. 4 de julio de 2012.
2. 1 2  «La marina australina recibe el ALHD Adelaide construido por Navantia». www.infodefensa.com. 4 de diciembre de 2015.
3. 1 2  «Navantia comprueba las hélices del LHD Juan Carlos I antes de su entrega a la Armada». 25 de agosto de 2010. Consultado el 26 de agosto de 2010.
4. ↑  (Gillis y 2007,  Pg 28)
5. ↑  «Australia elige el BPE». Madrid, España: Revista naval. 9 de octubre de 2007. ISSN 1885-3331. Consultado el 9 de octubre de 2007.
6. ↑  «El Gobierno australiano confía a Navantia la renovación de su flota militar». Revista Naval. 20 de junio de 2007. Archivado desde el original el 3 de mayo de 2009. Consultado el 1 de septiembre de 2009.
7. ↑  «La firma del contrato de los buques anfibios sella el mayor contrato de exportación de la historia para la industria naval militar española». Revista Naval. 9 de octubre de 2007. Consultado el 1 de septiembre de 2009.
8. ↑  «Navantia celebra la puesta de quilla del ALHD Adelaide para la Marina australiana». infodefensa. 18 de febrero de 2011. Consultado el 20 de febrero de 2011.
9. ↑  «El LHD ‘Canberra’ recibe su bautismo de mar en las instalaciones de Navantia de Ferrol». infodefensa. 17 de febrero de 2011. Consultado el 20 de febrero de 2011.
10. ↑  «Australia abre la puerta a Navantia». La voz de Galicia. 17 de febrero de 2011. Consultado el 18 de febrero de 2011.
11. ↑  «La botadura del «Adelaide» fija el declive del trabajo en Navantia». la voz de Galicia. 3 de julio de 2012.
12. ↑  «Navantia despide el último buque construido en Ferrol». La Voz de Galicia. 2 de diciembre de 2013. Consultado el 3 de diciembre de 2013.
13. ↑  «El ‘Adelaide’emprende su aparatoso embarque en la ría de Vigo». El País. 10 de diciembre de 2013.
14. ↑  «Concluye la operación de carga del 'Adelaide' en la ría de Vigo». www.atlantico.net. 10 de diciembre de 2013. Archivado desde el original el 16 de diciembre de 2013.
15. ↑  «El Adelaide ya navega rumbo a Australia». El faro de Vigo. 18 de diciembre de 2013. Consultado el 19 de diciembre de 2013.
16. ↑  «El segundo LHD construido por Navantia para Australia llega satisfactoriamente a Melboure». www.infodefensa.com. 8 de agosto de 2014.
17. ↑  «El buque de asalto anfibio australiano Adelaide comienza sus pruebas de mar.». Infodefensa. 25 de junio de 2015.
18. ↑  «Navantia entrega el megabuque Adelaide a las autoridades australianas». www.eldiario.es. 22 de octubre de 2015.
19. ↑  «El LHD Adelaide ensaya su capacidad anfibia al completo». www.infodefensa.com. 22 de junio de 2016.